# فرودگاه کوگاروک
فرودگاه کوگاروک  (به انگلیسی: Kugaaruk Airport) یک فرودگاه همگانی باربری با کد یاتا YBB است که یک باند فرود شن دارد و طول باند آن ۱۵۲۴ متر است. این فرودگاه در کشور کانادا قرار دارد و در ارتفاع ۱۶ متری از سطح دریا واقع شده است.